# Cissus microdonta
Cissus microdonta är en vinväxtart som beskrevs av Jules Émile Planchon. Cissus microdonta ingår i släktet Cissus och familjen vinväxter. Inga underarter finns listade i Catalogue of Life.